# Caprichoso (canción)
«Caprichoso» es una canción grabada por el cantante y intérprete puertorriqueño Rauw Alejandro, con la producción a cargo de Rvssian para su EP Trap Cake, Vol. 2, fue lanzado para descarga digital para Spotify y streaming, fue subida al canal de Rauw como primer sencillo de su EP.
La canción está bajo el sello de Duars Entertainment y su distribución de parte de Sony Music Latin.

## Antecedentes y lanzamiento
Después de que «Desesperados» fuera un éxito, Rauw saco su primer vistazo de su nuevo trabajo, el EP Trap Cake, Vol. 2 con la canción «Caprichoso», la cual fue sacada el 7 de febrero de 2022 con un audio y un vídeo musical simultáneamente.

## Música y letra
«Caprichoso» musicalmente es una canción Urbana / Latina, Liricamente en la música habla sobre las ganas que tiene que pasar con su pareja. la letra incluye, "No quiero que se vaya de casa/
Tampoco quiero algo serio
Cuando se lo come se pasa
Ella va bajando/ y no tengo remedio"

## Video musical
El vídeo musical fue dirigido por LateMilk y fue filmado en Virginia key, Miami, Estados Unidos, en la primera escena se ve a Rauw pescando algo pesado, después se ve al artista en una moto de agua junto con una chica, después se ve un banquete y en las últimas escenas se ven en un lavadero de coches y el vídeo termina con Rauw dormido por no haber pescado nada.[cita requerida]